# Arcebispo (xadrez)

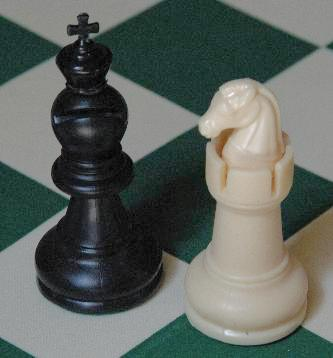
O Arcebispo e o Chanceler, peças criadas por Capablanca, elas parecem que foram montadas a partir de peças comuns de xadrez com o uso de estilete e cola.

Arcebispo é uma peça de xadrez não-ortodoxo criada pelo enxadrista cubano José Raúl Capablanca que combina os movimentos do bispo e do cavalo. Essa peça é utilizada no Xadrez de Capablanca.
Sua representação gráfica pode variar um pouco, mas a mais frequente é essa:  